# Casa al carrer Concepció Pi
La Casa al carrer Concepció Pi és una obra de Begur (Baix Empordà) inclosa a l'Inventari del Patrimoni Arquitectònic de Catalunya.

## Descripció
Finestra de llinda planera amb guardapols de motllures de mitja canya i una mena d'escaquejats al sota del guardapols. Aquest guardapols és d'un tram. L'ampit és motllurat i una mica escapçat. Tota la finestra està emmarcada amb pedra (menys el sota de l'ampit).
La finestra està bisellada per una motllura de gola.
Pertany a una casa entremitgeres a on hi ha altra finestra gotitzant amb un motiu floral i més senzilla.
La finestra, de la fitxa, també té un motiu gotitzant sota el guardapols. És molt senzill i té un motiu floral.